# بودشيشية
الطريقة القادرية البودشيشية طريقة صوفية مغربية، يوجد مقرها في قرية مداغ بإقليم بركان شرق المغرب في منطقة قبائل بني يزناسن. تنتسب إلى الشيخ عبد القادر الجيلاني الذي ظهر في القرن الخامس الهجري. أما لقب البودشيشية، فقد اكتسبه بواسطة الشيخ علي بن محمد الذي حمل لقب «سيدي علي بودشيش» لكونه كان يطعم الناس أيام المجاعة -طعام الدشيشة - بزاويته.

## شيوخ الطريقة
من بين شيوخ الطريقة القادرية البودشيشية في المغرب الشيخ سيدي احمد بن عليوة والشيخ سيدي المختار بن محي الدين (ت 1914) والشيخ سيدي أبو مدين بن المنور (ت 1955). الذي أخرج الطريقة من مرحلتها التبركية إلى السلوك التربوي، وقد حصل على الإذن بالتربية الذي حصَّله بعد بحث ومجاهدة روحية شاقة.
وقد تابع بعده هذه الوظيفة التربوية كل من سيدي الحاج العباس ثم ابنه سيدي حمزة وسيدي جمال باعتبارهم الوارثين الروحيين لسيدي أبي مدين؛ وقد عملوا على تجديد الطريقة فانتشرت انتشارا متميزا.
فقبيل وفاة سيدي أبي مدين سنة 1955، أبلغ سيدي العباس أنه وارث سره، وقد كان هذا الأخير مثالا للتواضع ونكران الذات فلم يعلن هذا الأمر، واستمر في خدمته للطريق سنوات، إلى أن اضطر إلى الاضطلاع بمهام ومقتضيات المشيخة.
وقد كان سيدي حمزة ابن العباس مؤهلا ومأذونا من قبل سيدي أبي مدين للقيام بمهام التربية والإرشاد، كما أكد ذلك والده سيدي العباس؛ إلا أنه بقي مريدا لوالده تأدبا معه وامتثالا لإشارته في إخفاء الأمر حتى يحين وقته. وبعد وفاة سيدي العباس سنة 1972 أصبح سيدي حمزة شيخ الطريقة المربي كما نصَّت على ذلك وصية سيدي العباس المكتوبة والموقع عليها من قبل كبار الطريق آنذاك.
ولزيادة المعرفة والتبصر بمدى انتشار هذه الطريقة المباركة خارج المغرب لاننسى وجود شيخ جليل اخد الاذن من عند الشيخ سيدي بومدين بودشيش الا وهو العارف بالله تعالى سيدي محمد الصوفي الإدريسي الحسني شيخ الطريقة البوتشيشية القادرية الصوفية بالجزائر
ولادته..ولد سيدي ومولاي وسندي وقدوتي ومربي العارف بالله تعالى والدال عليه مربي المريدين ومرشد السالكين تاج العارفين القطب الرباني والغوت الصمداني شيخنا سيدي محمد الصوفي الإدريسي الحسني المسيردي التلمساني الجزائري سليل بيت النبوة الهاشمية الإدريسية شيخ الطريقة القادرية البوتشيشية الصوفية في القرن العشرين الميلادي ولد بقبيلة التحاتة بمسيردة سوق التلاتاء باب العسة التابعة لمدينة لاله مغنية ولاية تلمسان بالجزائر المحروسة ولد في بيت والديه سنة 1909م على الأصح وقيل سنة 1914م نشأ في بيت والده على التقوى والصلاح ولما شب وترعرع أدخله والده سيدي قدور إلى الكتاتيب لحفظ القرا ن الكريم فقرأ شيخنا الصوفي القران على عدة مشايخ ومن أبرزهم شيخه العلامة والفقيه المالكي الزاهد الشريف القادري البوتشيشي نسبة ونسبا عبد القادر القادري بوتشيش الملقب بمولاي بودخيلي الشريف القادري الحسني وهو شقيق مولانا الغوت الأعظم سيدي بومدين القادري بوتشيش شيخ الطريقة البوتشيشية القادرية ومؤسسها بالمغرب الشقيق قرأ سيدي محمد الصوفي القران عليه وحفظه عن ظهر الغيب وعمره لا يتجاوز 10 سنين حيت ختم القران 14 سلكة أو ختمة بطريقة حفظ المغاربة عن طريق اللوح كما ذكره لي هو عن نفسه سلوكه طريق القوم...دخل سيدي محمد الصوفي عالم التصوف وانطوى تحت لواءه وذلك بإشارة من شيخه سيدي عبد القادربوتشيش حيت صلى بطلابه صلاة الصبح وقال لتلامذته أنا اليوم متجه إلى زيارة أخي وشقيقي سيدي بومدين بوتشيش بمدينة احفير بالمغرب فمن أراد زيارته فليتبعني فألهم شيخنا الصوفي لزارة هدا الشيخ العظيم وتوجه مع طالب من تلمسان حامل لكتاب الله ولما وصل إلى الزاوية البوتشيشية قبل يد شيخه سيدي بومدين تم سأله سيدي بومدين قائلا له ماسمك فقال له الطالب التلمساني ياسيدي اسمه محمد ولقبه صوفي فنظر إليه سيدي بومدين بوتشيش نظرة بصيرة وكشف ورضا تم قال له اسمك يدل على مقامك بشره سيدي بومدين بالولاية العظمى وهو لم يتجاوز من العمر 23 عاما وذلك سنة 1936م فكان من أوائل المريدين الذين سلكوا الطريقة البوتشيشية على يد سيدي بومدين بوتشيش هدا ما سمعته من شيخنا سيدي محمد الصوفي مباشرة من فمه الشريف والله على ما أقول شهيد وللحديت بقية ولله الحمد
كتبها بيده ونقله بفمه خادمه مقدم الطريقة القادرية البوتشيشية عبد العزيز بن علال الإدريسي الحسني الجزائري.
توفي يوم السبت 7 فيفري 2004م الموافق 16ذي الحجة 1424هـ، خلفه على الطريقة ولده سيدي عبد الحفيظ.
ومن المتوقع، وفق ما أعلن عنه الشيخ حمزة، في حوار صحافي أجراه معه الصحافي عزيز الحور ونشر في إحدى الجرائد المغربية، أن يخلف سيدي جمال، ابن شيخ الطريقة البوتشيشية، والده على رأس الطريقة، ومن بعده ابنه البار الدكتور سيدي منير القادري بوتشيش. 

## منهاج التربية الروحية
لعل ما يميز الطريقة القادرية البودشيشية، هو أثر الإذن التربوي الخاص الذي يظهرعلى مريديها، والمناخ الروحي الذي يحيون فيه بتوجيهات الشيخ سيدي حمزة ورعايته القلبية لهم.
لمّا كان كل شيخ مرب يختار من وسائل التربية ما يناسب عصره، وكان طابع هذا العصر هو اشتداد الغفلة وطغيان المادة، فقد نهج سيدي حمزة سبيل التحبيب والتيسير بدلا من التشديد والتنفير، فسار يأخذ بيد تلاميذه ليتذوقوا حلاوة الإيمان فيتخلوا تلقائياعن كل عصيان.
وفي هذا الإطار يقول سيدي حمزة «إن من أهل الله من يدعو إلى التخلي قبل التحلي، ومنهم من يدعو إلى التحلي قبل التخلي. ودعوتنا تبدأ بالتحلي ثم التخلي. ومعنى التحلي تذوق حلاوة كل عبادة، والنفوذ إلى أسرار كل قربة يتقرب بها إلى الله، وتذوق الحلاوة يقابله وجود المرارة أو انعدام الطعم، وما لا طعم له لا يترك إلا لما هو حلو، وما هو أحلى يقدم على غيره. وهكذا تتفاضل الأعمال حسب أثرها في ذوق الإيمان، إلى أن يجد المدعو نفسه قد تخلى عن كل عمل قبيح، وتلبس بكل عمل مليح، عن طريق الذوق والتجربة المعيشة، وليس بمجرد التخمين والتقليد».
ويقول كذلك إن «دعوتنا تبدأ من القلب، فإذا صلح القلب، هان ما يليه من الجوارح، وإذا بقي فساده، فلا عبرة بالمظاهر» إنما يتقبل الله من المتقين«، فكم من مصلّ ليس له من صلاته إلا الركوع والسجود، وكم من صائم ليس له من صومه إلا الجوع والعطش، ومن لا يستطيع أن يصلح قلبك، ويوجهه إلى الله عز وجل، ويداوي أمراضه وأسقامه، لا عبرة عند المحققين بدعوته».
لذلك يحتل إصلاح القلب الركن الأساسي في هذا المنهاج التربوي الرباني. فالقلب أشبه بالغرفة المظلمة، إذ لا يمكن ترتيب متاعها وتنظيفه إلا بعد إضاءتها بإشعال النور فيها أولا، وهذا هو أسلوب سيدي حمزة في التربية الروحية.

## وصلات خارجية
- موقع الطريقة القادرية البودشيشية
- موقع التصوف
- راديو لأناشيد الزاوية البودشيشية